# Över-Uman
Över-Uman är en sjö och ett regleringsmagasin i den översta delen av Umeälven i Storumans kommun i Lappland och Rana kommun i Nordland fylke. Sjön ligger nordväst om Hemavan och ingår i Umeälvens huvudavrinningsområde. Sjön är 78,8 meter djup, har en yta på 85 kvadratkilometer och befinner sig 523,8 meter över havet. Sjön avvattnas av vattendraget Umeälven. Vid provfiske har röding och öring fångats i sjön.
Magasinet är ca 30 km långt och har en yta på 75 kvadratkilometer (varav tre i Norge). Volymen är 357 miljoner kubikmeter och regleringsamplituden ca fem meter.  Vattnet från magasinet leds genom en milslång tunnel till Klippens kraftstation.
E12:an följer den norra stranden från Umfors till riksgränsen.
Magasinet bildades 1965 genom uppdämning av de dåvarande sjöarna Över-Uman, Gausjosjö och Stora Umevattnet. Gausjosjön är av riksintresse för kulturmiljövården.

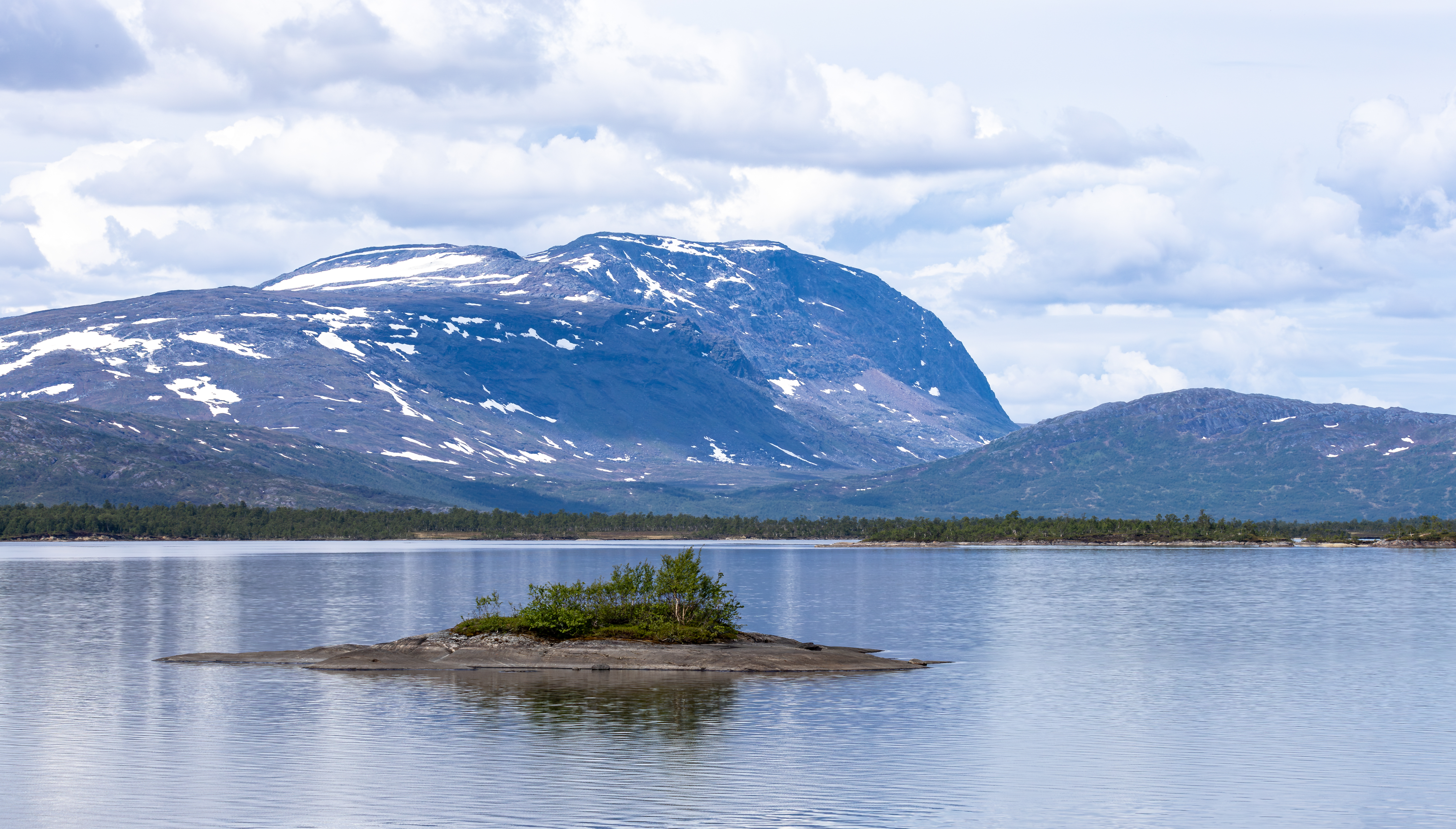
Överuman i juni 2024.
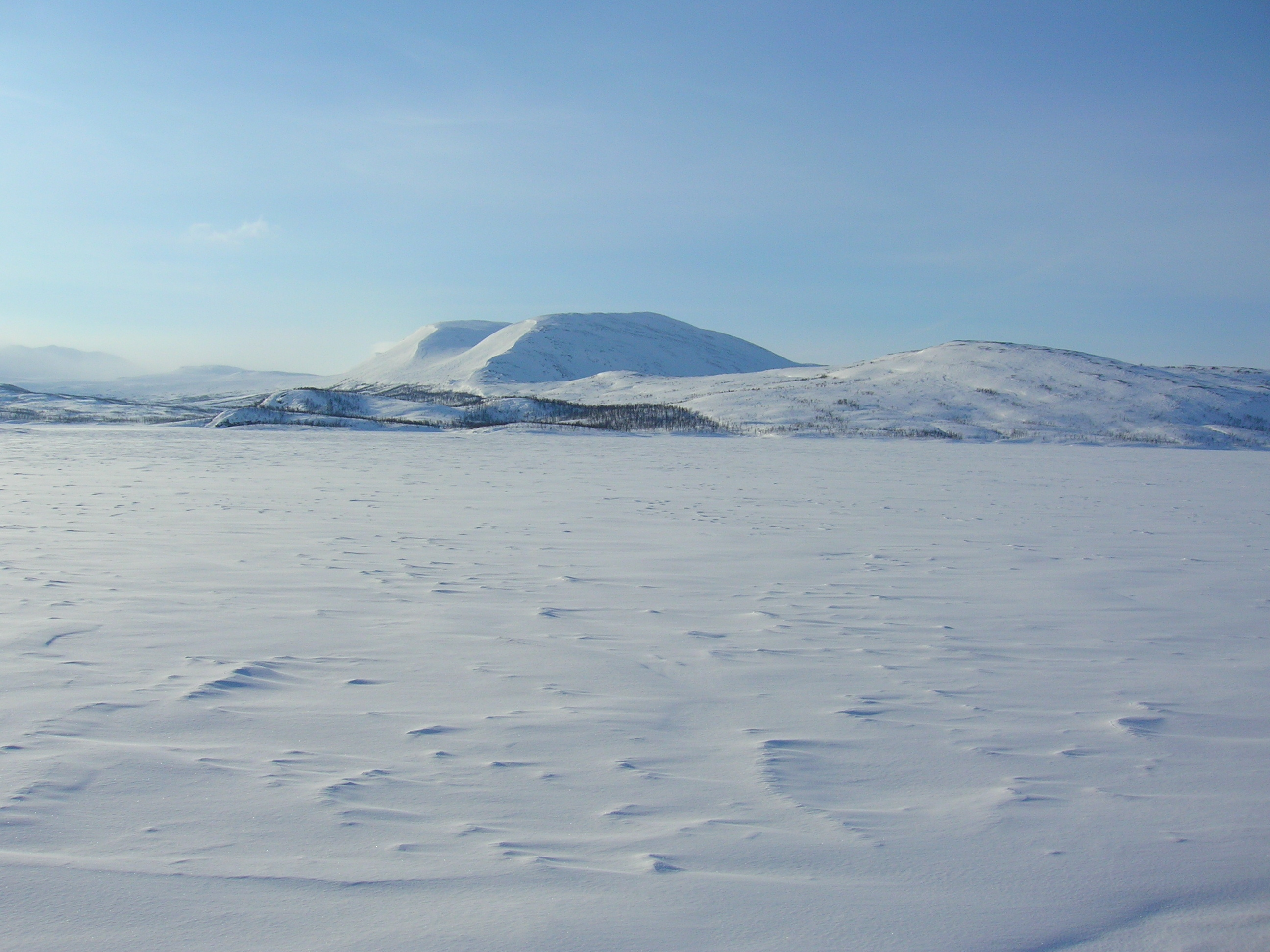
Kåtaviken i februari 2007.

## Delavrinningsområde
Över-Uman ingår i delavrinningsområde (733016-145574) som SMHI kallar för Utloppet av Överuman. Medelhöjden är 643 meter över havet och ytan är 255 kvadratkilometer. Räknas de 54 avrinningsområdena uppströms in blir den ackumulerade arean 651,36 kvadratkilometer. Avrinningsområdets utflöde Umeälven mynnar i havet. Avrinningsområdet består mestadels av skog (31 procent) och kalfjäll (33 procent). Avrinningsområdet har 83,81 kvadratkilometer vattenytor vilket ger det en sjöprocent på 32,8 procent.